# Laurent Cordonnier
Laurent Cordonnier est un économiste français, professeur des universités à l'université de Lille, et chercheur au Centre lillois d'études et de recherches sociologiques et économiques (Clersé). 

## Biographie

### Jeunesse et études
Il prépare une thèse de doctorat sous la direction de Roger Frydman à l'Université Paris-Nanterre, qu'il soutient en 1993. Intitulée « Coopération et réciprocité : des équilibres stratégiques au don-contredon : autour du dilemme du prisonnier », sa thèse fut publiée en 1997 aux Presses Universitaires de France.

### Parcours professionnel
Il est doyen de la faculté de sciences économiques et sociales de l'Université Lille-I de 1992 jusqu'à la fusion des universités lilloises en une entité en 2019.
Réélu cette année-là, il prépare un projet de création d'une nouvelle faculté dans le domaine des sciences économiques et du management, de la sociologie et anthropologie, de la géographie et aménagement, qui voit le jour en septembre 2020.
Il enseigne également l'économie à Sciences Po Lille.
Il collabore occasionnellement au journal Le Monde diplomatique. 

## Prises de positions
De gauche, il se montre en faveur d'un endettement public d'investissement.
Il s'oppose à la culpabilisation des chômeurs et considère que certains membres de la profession économique voilent leurs préjugés au sujet des chômeurs sous un vernis de scientificité.
Il considère que la crise économique provoquée par la pandémie de Covid-19 remet en question le déploiement mondial des chaînes de valeur.
Suivant le mot d'Émile Durkheim selon lequel « tout n'est pas contractuel dans le contrat », Cordonnier considère que le marché n'est pas seulement un lieu de rencontre d'égoïsmes individuels, mais aussi un lieu de coopération et de confiance sans lequel le marché ne pourrait fonctionner.
Cordonnier travaille également sur les politiques de développement durable. Celles-ci peuvent imposer aux entreprises des investissements qu'elles n'ont pas désiré. Cordonnier soutient que de telles politiques environnementales passant par des investissements par les entreprises stimulent légèrement la croissance, pèsent davantage sur la consommation des actionnaires que sur celle des salariés en parts de PIB, et augmentent l’emploi.

## Publications

### Monographies
- Le Surcoût du capital : la rente contre l’activité, Presses universitaires du Septentrion - 2015 [12]
- La Liquidation, Les liens qui libèrent - 2014  (ISBN 979-1020900326)
- L'économie des Toambapiks, Raisons d'Agir - 2010  (ISBN 2912107520)
- Pas de pitié pour les gueux, Raisons d'Agir - 2000  (ISBN 2912107113)
- La réduction du temps de travail, L'Harmattan - 1999  (ISBN 2738483232)
- Coopération et réciprocité, Puf - 1998  (ISBN 2130479405)

### Articles
- « Est-ce la fin du « laisser-faire » ? », Le Monde diplomatique, no 654,‎ septembre 2008, p. 6-7 (lire en ligne).
- « Le casino et le cantonnier », Manière de voir, Le Monde diplomatique, no 102,‎ décembre 2008 (lire en ligne).
- « Rustines sur le « Titanic » de la finance globale », Le Monde diplomatique, no 661,‎ avril 2009, p. 8-9 (lire en ligne).
- « L’épargne privée au secours de la dette publique ? », sur Les blogs du « Diplo », 22 juin 2009 (consulté le 25 janvier 2021).
- « Reprise économique, la grande illusion », Le Monde diplomatique, no 666,‎ septembre 2009, p. 6-7 (lire en ligne).
- « Un pays peut-il faire faillite ? », Le Monde diplomatique, no 672,‎ mars 2010, p. 1, 10-11 (lire en ligne).
- « Consommateur au labeur », Le Monde diplomatique, no 687,‎ juin 2011, p. 32 (lire en ligne).
- « Coût du capital, la question qui change tout », Le Monde diplomatique, no 712,‎ juillet 2013, p. 3 (lire en ligne).
- « Vertus oubliées de l’endettement », Le Monde diplomatique, hors-série « Manuel d'économie critique »,‎ 2016, p. 150-151 (lire en ligne).